# Bataille de Bougie (1835)
Pour les articles homonymes, voir Bataille de Bougie.
Conquête de l'Algérie
La bataille de Bougie se déroula lors de la conquête de l'Algérie par la France. La ville, prise en 1833 par les Français, est attaquée par les Kabyles.

## La bataille
L'attaque a lieu en novembre et dura cinq jours. L'attaque est cependant repoussée à la suite de combats parfois livrés à l'arme blanche.